# ウォータープログラム
- ディズニーパーク > 東京ディズニーリゾート
  - 東京ディズニーランド > 東京ディズニーランドのスペシャルイベントの一覧 > ウォータープログラム
  - 東京ディズニーシー > 東京ディズニーシーのスペシャルイベントの一覧 > ウォータープログラム

『ウォータープログラム』(Water Program)とは、東京ディズニーランド (TDL)および東京ディズニーシー (TDS)にて、夏季に行われた、水を使用したプログラムの総称。
TDLでは2002年夏季の『ドナルドのスーパースプラッシュ』、2004年夏季の『バズ・ライトイヤー 夏の大作戦』で水を使用したスペシャルショーを開催している他、後述のように2005年にはTDLとTDSの双方でアトモスフィア扱いの散水、放水を行うミニパレード、ミニショーが開催されている。『ウォータープログラム』というまとまりができたのは2006年からとなる。
TDLは2012年から『ディズニー夏祭り』、TDSは2013年から『ディズニー・サマーフェスティバル』として引き続き、水を使用したイベントが開催されている。

## 2005年
2005年のエンターテイメントは、アトモスフィア扱いで開催され、開催時刻や開催場所などは公表されなかった。

### 東京ディズニーランド

#### バズ・ライトイヤー 夏の大作戦
『バズ・ライトイヤーのクールサービス』(Buzz Lightyear's Cool Service)はバズ・ライトイヤーが「地球を気化熱で冷却する」という目的で、ミストを噴出するフロートに乗ってミニパレードを行った。

### 東京ディズニーシー

#### チップとデールのクールサービス
下に記述した2006年版と同じだが、アトモスフィア扱いであったため、正確な開催時刻と開催場所は公表されていなかった。当初、8月末までの開催予定であったが、猛暑が続いたため、9月中旬まで延長開催された。

#### アクアトピア
ポートディスカバリーにあるアトラクション『アクアトピア』に期間限定で「びしょ濡れコース」が登場する。こちらは7月1日〜9月下旬までの開催。終了時期は天候による。
アクアトピアは左右2レーンの乗り場があるが、期間中は片方が「通常コース」、もう片方が「びしょ濡れコース」となる。ゲストは、待ち列に並ぶ際に、どちらのコースかを選択する。
通常期および「通常コース」では、噴水などの水は乗車するゲストにはかからないように設定されている。しかし、「びしょ濡れコース」では、ゲストに水がかかる事もあるような設定になっていると共に、ゲストを濡らすためのシャワーなども増設されている。

## 2006年

### 東京ディズニーランド
東京ディズニーランドでは『クール・ザ・ヒート』というショーと、『グーフィーのクールパニック』というミニパレードが行われる。どちらもグーフィーが主役となっている。

#### クール・ザ・ヒート
『クール・ザ・ヒート』(Cool the Heat)は、シンデレラ城前のキャッスルフォアコートで1日4回行われるショー。公演時間は約7分。
最初に水道修理工に扮したグーフィーがシンデレラ城前に登場。水道管の修理を終えて水を流し始めるものの、大量の水が噴き出してしまう。その後ディズニーキャラクターが登場する。
後から登場するディズニーキャラクターは公演回により異なり、日によって登場順も異なるという特殊なパターンになっている。
出演キャラクター
- ミッキー
- ミニー
- ドナルド
- インクレディブル夫妻

#### グーフィーのクールパニック
『グーフィーのクールパニック』(Goofy's Cool Panic)は、パレードルートにて1日3回行われるミニパレード。
このミニパレードは、前述の『クール・ザ・ヒート』と関連しておりグーフィーの設定も同じ水道修理工という設定である。また、物語の設定は雨天時に行われるミニパレード『レイニーデイ・ファン』（2006年6月以降のもの）とも連動しており、フロートも『レイニーデイ・ファン』のものが使われる。
『レイニーデイ・ファン』は「雨の水を回収する」というストーリーだが、『グーフィーのクールパニック』では「回収した水を撒き散らす」というストーリーになっており、『レイニーデイ・ファン』により雨を回収し『グーフィーのクールパニック』でその雨を再利用という展開になる。もちろん再利用というのは設定上のことであり、実際に雨がそのままつかわれるというわけではなく、きちんとしたきれいな水を使う。
東京ディズニーランドのウォータープログラムの音源を収録したCD『東京ディズニーランド クール・ザ・ヒート!!』が2006年7月26日にエイベックスから発売された。

### 東京ディズニーシー
東京ディズニーシーでは『チップとデールのクールサービス』というミニショーが行われるほか、ポートディスカバリーにあるアトラクション『アクアトピア』にびしょ濡れコースが登場する。

#### チップとデールのクールサービス2006
『チップとデールのクールサービス』(Chip'n Dale's Cool Service)は、メディテレーニアンハーバーと園内の水路にて1日3回行われるミニショー。回ごとに開催場所が異なる。ディズニーシー・トランジットスチーマーラインを改造した船にチップとデールやジャミターズが乗り込み、音楽やリズムに合わせて大量の水を撒き散らす。
2005年はアトモスフィアでの公演だったが、2006年からは正式なショーとしてショースケジュールに記述されるようになる。
以下は開催時間と開催場所である。日によって変わる可能性がある。
- 1回目：10:45 - メディテレーニアンハーバー（主にリドアイル）
- 2回目：12:30 - ディズニーシー・トランジットスチーマーラインの水路を一周
- 3回目：16:50 - 1回目と同じ

1回目と3回目の回のリドアイルではボートが岸に接近する。その際に放水をゲストの方向に向け、出演者が上陸してバケツに入った大量の水をゲストにかける。そのことからリドアイルを「ずぶ濡れエリア」と呼んでいる。
好評および気候のため、2006年9月10日まで、開催が延長された。

#### アクアトピア「びしょ濡れコース」
2005年とほぼ同様の内容。詳細は2005年の項を参照。

## 2007年

### 東京ディズニーランド

#### クール・ザ・ヒート (2007)
2006年と同様の内容。詳細は2006年の項を参照。

#### グーフィーのクールパニック (2007)
2006年と同様の内容。詳細は2006年の項を参照。

### 東京ディズニーシー

#### チップとデールのクールサービス (2007)
2006年と同様の内容だが、チップとデールの台詞が開始5分前からのものも含めて大幅に変更となった。
主な構成に変更はないが、チップとデールが踊る歌とダンスをゲストも一緒にやることになった。
当初は8月31日までの開催だったが、この年も好評・猛暑に伴い9月11日まで延長となった。
詳細は2006年の項を参照。

#### アクアトピア 「びしょ濡れコース」
2005年とほぼ同様の内容。詳細は2005年の項を参照。

## 2008年

### 東京ディズニーランド

#### クール・ザ・ヒート (2008)
2006年、2007年と内容は同じだが、2008年よりインクレディブル夫妻に代わりスティッチが登場。詳細は2006年の項を参照。
出演キャラクター
- ミッキー
- ミニー
- ドナルド
- スティッチ

#### グーフィーのクールパニック (2008)
2006年と同様の内容の予定。詳細は2006年の項を参照。

### 東京ディズニーシー

#### チップとデールのクールサービス (2008)
2007年と同様の内容。詳細は2007年の項を参照。
この年は25周年2ndシーズン期間とされ当初から9月11日までの開催となり、延長は行われなかった（9月12日より3rdシーズンのスペシャルイベントとして、ディズニー・ア・ラ・カルトがスタート）

#### アクアトピア 「びしょ濡れコース」
2005年とほぼ同様の内容。詳細は2005年の項を参照。

## 2009年

### 東京ディズニーランド

#### クール・ザ・ヒート (2009)
1日3〜4回開催。
内容は2008年と同様。詳細は2008年の項を参照。

### 東京ディズニーシー

#### チップとデールのクールサービス“デラックス”
開催回数
メディテレーニアンハーバー
1日3回開催
東京ディズニーシー水域一周 （ディズニーシー・トランジットスチーマーラインの水路を一周）
1日1回開催
本イベントの音楽は、2008年までのものから一新され（歌詞などに共通部分はある）、サントラCDがエイベックス・マーケティングより2009年7月15日に発売された。
- 『東京ディズニーシー チップとデールのクール サービス“デラックス”』 AVCW-12733

チップとデールのほかに、ミッキーやグーフィーも巻き込んで繰り広げられるショー。2009年の合言葉は「メガスプラッシュ!」。メディテレーニアンハーバー全域が「ずぶ濡れエリア」と設定されている。
これに伴い昨年まで「ずぶ濡れエリア」だったリドアイルは「メガスプラッシュエリア」となり、昨年までと比較して放水量が大幅に増量している。ショー開始前に「エリア内で濡れない場所は無い」「服を着たままプールに飛び込ぶ程に濡れる」と案内される。
舞台裏からの会話が聞こえてしまうシーン（マイクの接続ミスという設定）が開始時間から始まる。
放水を行う船の数が例年の1台から3台（例年の船＋専用船）となり、これに加えてグーフィーがボートで登場する。また、ハーバー全体、陸上からも放水が行われる。ショー時間は約20分。
東京ディズニーシー水域一周も2008年までは1台で行われていたが、グーフィーとミッキーマウスがボートで登場する。こちらの使用楽曲は、2008年のものと同じ。

#### アクアトピア 「びしょ濡れコース」
2005年とほぼ同様の内容。詳細は2005年の項を参照。

## 2010年

### 東京ディズニーランド

#### クール・ザ・ヒート (2010)
1日4回開催。
登場キャラクターは2008年、2009年と同様だが、ミッキーマウス、ミニーマウスの衣装、使用楽曲が変更となっている。キャラクターといっしょに登場するダンサー衣装は、これまではキャラクターに依らず同じだったが、本年のミッキーマウス登場の回のみダンサーはテンガロンハットをかぶって登場する。
2008年の項も参照のこと。

### 東京ディズニーシー

#### チップとデールのクールサービス“デラックス” (2010)
内容は2009年とほぼ同様。詳細は2009年の項を参照。
開催回数
メディテレーニアンハーバー
1日2〜3回開催
東京ディズニーシー水域一周 （ディズニーシー・トランジットスチーマーラインの水路を一周）
1日1回開催

2009年版との相違点
- 登場するバージに外観が異なるものがある。
- 使用される楽曲の構成が異なる。
- 出演者が放水に用いる器具（水鉄砲）が追加されている。
- 水域一周時に、陸上を徒歩で移動し前述の器具を装備し散水を行う出演者が加わった。

#### アクアトピア 「びしょ濡れコース」 (2010)
2005年とほぼ同様の内容。詳細は2005年の項を参照。

## 2011年

### 東京ディズニーランド

#### クール・ザ・ヒート (2011)
同年公開の、パイレーツ・オブ・カリビアン/生命の泉に連動し、登場する各キャラクターが海賊に扮し登場する。
海賊グーフィーが宝を探していると、突然、水が噴き出す。
出演キャラクター
- ミッキーマウス
- ミニーマウス
- ドナルドダック
- グーフィー、マックス

使用曲
曲名の後の括弧内は作曲者名
Cool the Heat - Mickey Version
Yo Ho - Aye, Aye Captain Mickey (Rob Pottorf) - Let's Get Wet
Cool the Heat - Minnie Version
Yo Ho - Pirates of Love (Justin Avery) - Let's Get Wet
Cool the Heat - Donald Version
Yo Ho - Make a Splash (Scott Erickson) - Let's Get Wet
Cool the Heat - Max&Goofy Version
Yo Ho - Pirates Splash (Eve Nelson) - Let's Get Wet

CD
2011年7月13日にWALT DISNEY RECORDSよりショーで使用される音源をCD化したものが市販された。
その他
- ステージに岩の形をした装飾が施され、水が噴射されるようになっている。
- 使われる水の量は約25トン。
- 2010年版までのグーフィーの出番はショーの最初と最後のみであったが、本年はマックスの登場回にはグーフィーもマックスとステージ上で踊った。

### 東京ディズニーシー

#### サマーオアシス・スプラッシュ
『サマーオアシス・スプラッシュ』(Summer Oasis Splash)は、メディテレーニアンハーバーで1日3回行われるミニショー。
物語
南国の島でバカンスを楽しみたいというアラジンの願いを叶えようと、 ジーニー、アラジン、アブーは「流れ島」に乗ってメディテレーニアンハーバーにやって来た。
メディテレーニアンハーバーは賑わっている有名なリゾート地ではあるが、南国ではないことに不満を漏らすアラジン。ジーニーが流れ島に水を撒くと、魔法によってカラフルな椰子の木が生えてくる。しかし、メディテレーニアンハーバー全体を魔法で南国にするには、もっと大量の水が必要になる。そこで、水撒きの得意な助っ人としてミッキーたちを呼び寄せる。
盛大な水撒きによって、メディテレーニアンハーバーは魔法でクールなオアシスに変身するのだった。
開催情報
開催場所
メディテレーニアンハーバー
開催回数
1日2〜3回開催
登場キャラクター
- ジーニー
- アラジン
- アブー
- ミッキーマウス
- ドナルドダック
- チップとデール

その他
- ダンス及び音楽は沖縄のカチャーシー、ハワイのフラダンス、バリのケチャ、カリブの音楽、ダンスをディズニー流にアレンジしたものとなっている。
- 観覧エリアも上記の音楽・ダンスと同様に4つに分かれており、北から沖縄、ハワイ、バリ、そしてリドアイルがカリブとなっている。特にカリブエリアは「チップとデールのクールサービス」同様、ずぶ濡れエリアとなっている。
- イベントに登場するダンサーは皆ジーニーの仮面を付けている。女性ダンサーは各エリアに合わせた衣装で踊り、男性ダンサーはゲストに水をかける役割となっている。
- チップとデールが登場する際の台詞は、「チップとデールのクールサービス」の時のものを引用している。

## 2012年

### 東京ディズニーシー

#### サマーオアシス・スプラッシュ（2012）
2011年とほぼ同様の内容。詳細は2011年の項を参照。
2011年版との変更点
- 登場キャラクターにミニーマウスが追加された。これに伴い、ミニーマウスの台詞、歌声が追加されている。
- ショー中盤から終盤にかけて、ミッキーマウスとミニーマウスがリドアイルに上陸するようになった。
- ロミオ・ウォッチ&ジュエリー前あたりに出演者が滞在し、「ずぶ濡れエリア」となる場所が追加された。沖縄、ハワイ、バリ島、カリブと違い地域色は無い。

CD
2012年7月18日にWALT DISNEY RECORDSよりショーで使用される音源をCD化したものが市販された。収録されている音源は2012年度版（ミニーマウスの台詞などが追加されたもの）である。

#### アクアトピア「びしょ濡れバージョン」
ポートディスカバリーにあるアトラクション『アクアトピア』が期間限定で「びしょ濡れバージョン」となる。こちらは7月1日〜8月31日までの開催。
アクアトピアはこれまで夏の期間中片側（パーク側）のみ「びしょ濡れコース」が用意されていたが、今回は期間中両コースがびしょ濡れとなる為、名称も変更された。
通常期では、噴水などの水は乗車するゲストにはかからないように設定されている。しかし、「びしょ濡れバージョン」では、ゲストに水がかかる事もあるような設定になっていると共に、ゲストを濡らすためのシャワーなども増設されている。

## 2016年

### 東京ディズニーランド

#### クールスポット
パーク内5か所に設置。

### 東京ディズニーシー

#### アクアトピア
"びしょ濡れバージョン"を実施。

#### クールスポット
設置場所
- ポートディスカバリー、ディズニーシー・エレクトリックレールウェイ高架下
- ロストリバーデルタ、インディー・ジョーンズ・アドベンチャー：クリスタルスカルの魔宮付近
- アラビアンコースト、グロットフォト＆ギフト横
- ミステリアスアイランド、プロメテウス火山付近

## 2017年

### 東京ディズニーランド

#### クールスポット
パークの数か所に設置。

### 東京ディズニーシー

#### アクアトピア
"びしょ濡れバージョン"を実施。

#### クールスポット
設置場所
- ポートディスカバリー、ディズニーシー・エレクトリックレールウェイ高架下
- ロストリバーデルタ、インディー・ジョーンズ・アドベンチャー：クリスタルスカルの魔宮付近
- アラビアンコースト、グロットフォト＆ギフト横
- ミステリアスアイランド、プロメテウス火山付近

## 2018年

### 東京ディズニーシー

#### アクアトピア
"びしょ濡れバージョン"を実施。

#### クールスポット
パークの数か所に設置。

## 2019年

### 東京ディズニーランド

#### ドナルドのホット・ジャングル・サマー
エンターテイメント
オー！サマー・バンザイ！
6年ぶりにシンデレラ城前で公演する夜のステージショー。ドナルドが主役となる。大量の水しぶきを浴びながら楽しめるプログラム。
公演情報
- 公演期間：2019年7月9日～9月1日
- 公演回数：1日2回
- 公演時間：約20分
- 公演場所：キャッスル・フォアコート

鑑賞方法
- 東京ディズニーリゾート・アプリまたはトゥモローランドホールにて抽選を行い当選した場合のみ中央鑑賞エリアに入場できる。
- 鑑賞エリアは全て立ち見となる。
- エリア内にはファミリーエリア、車いすエリアが設けられている。

デコレーション
エントランスにイベントの装飾がされる。

#### ニックとジュディのジャンピ・スプラッシュ
ディズニー映画『ズートピア』に合わせて水しぶきを浴びるプログラム。
公演情報
- 公演期間：2019年7月9日～9月1日
- 公演回数：1日4回
- 公演時間：約10分
- 公演場所：キャッスル・フォアコート

鑑賞方法
- 公演1回目は全員そろって中央鑑賞エリアに行く。
- 公演2回目以降は東京ディズニーリゾート・アプリまたはトゥモローランドホールにて抽選を行い当選した場合のみ中央鑑賞エリアに入場できる。
- 鑑賞エリアは全て立ち見となる。

#### クールスポット
ミストが噴射するスポットをパーク内4か所に設置。
- アドベンチャーランド、ツリーハウス付近2か所
- ファンタジーランド、クイーン・オブ・ハートのバンケットホール前
- トゥーンタウン、ロジャーラビットのカートゥーンスピン前

設置期間：2019年7月1日～9月30日

### 東京ディズニーシー

#### アクアトピア
2019年7月1日から9月30日の期間限定で"びしょ濡れバージョン"として実施。

#### クールスポット
ミストが噴射するスポットをパーク内3か所に設置。
設置場所
- ポートディスカバリー、ディズニーシー・エレクトリックレールウェイ高架下
- ロストリバーデルタ、ミッキー＆フレンズ・グリーティングトレイル前
- ミステリアスアイランド、センター・オブ・ジ・アース付近

設置期間：2019年7月1日～9月30日

## 2020年

### 東京ディズニーシー
ディズニー・パイレーツ・サマーを2020年7月1日から同年9月2日に開催予定であったが、新型コロナウイルス感染症の流行の影響で開催中止とする発表が、同年6月23日になされた。
また、アクアトピアのびしょ濡れコースも中止された。